# Józef Dietl
Pour les articles homonymes, voir Dietl.
Józef Dietl, né le 24 janvier 1804 à Podbuże près de Sambor et mort le 18 janvier 1878 à Cracovie, est un médecin austro - polonais né d'un père autrichien et d'une mère polonaise. Il étudie la médecine à Lviv et à Vienne.  Il est un pionnier de la balnéothérapie et professeur à l'université Jagellonne, élu recteur en 1861. Dietl décrit la maladie du rein connue sous le nom de « crise de Dietl » ainsi que son traitement. 

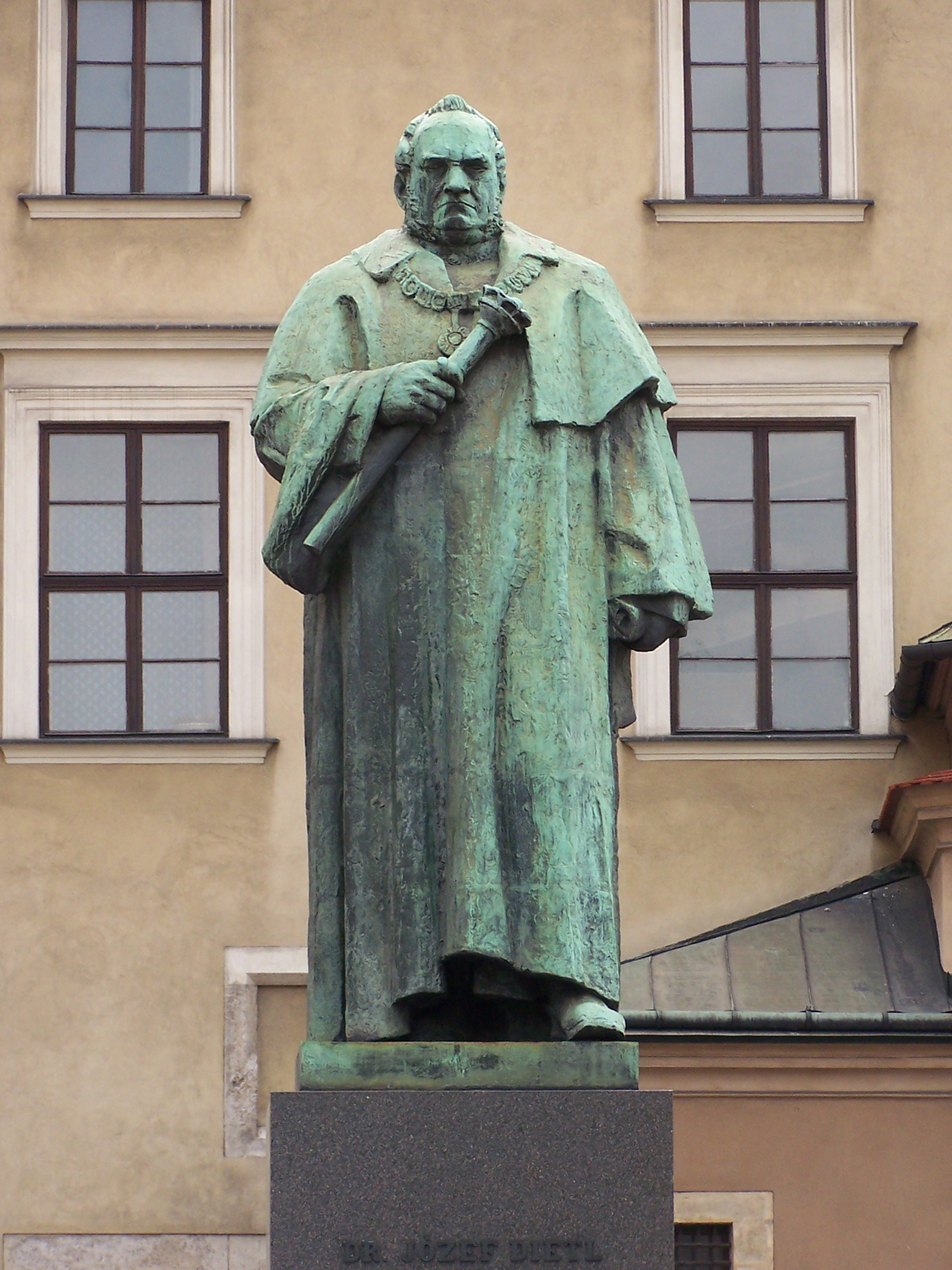
Une statue de Józef Dietl à Cracovie par Xawery Dunikowski

Dietl est connu mondialement comme un « réformateur de la médecine » pour avoir démontré de manière expérimentale la nocivité de la saignée,.